# Stöðvarfjörður (plaats)
Stöðvarfjörður is een klein vissersplaatje in de regio Austurland in het oosten van IJsland en behoort samen met de plaatsen Reyðarfjörður, Neskaupstaður, Eskifjörður en Fáskrúðsfjörður tot de gemeente Fjarðabyggð. Het is gelegen aan een fjord met dezelfde naam. Stöðvarfjörður heeft ongeveer 190 inwoners. Vroeger was de visserij de belangrijkste bron van inkomsten van de inwoners in het plaatsje Stöðvarfjörður maar de laatste tijd is ook de textielindustrie belangrijk geworden. Veel jongeren verlaten Stöðvarfjörður, een probleem dat overigens ook vele andere plaatsen in Oost-IJsland kennen. In Stöðvarfjörður is een museum met fraaie stenen, halfedelstenen en kristallen. Dit museum wordt gerund door Petra Sveinsdóttir, een oudere dame die zelf een groot deel van de collectie op IJsland bij elkaar gezocht heeft. 